# Paul Diop
Paul Diop (ur. 16 października 1958) – malijski judoka. Dwukrotny olimpijczyk. Zajął dziewiętnaste miejsce w Moskwie 1980, w wadze lekkiej i dwudzieste w Los Angeles 1984, w wadze półśredniej.

## Letnie Igrzyska Olimpijskie 1980
| Konkurencja | Eliminacje                   | Klas. końcowa |
| Konkurencja | Przeciwnik 1                 | Miejsce       |
| ----------- | ---------------------------- | ------------- |
| 71 kg       | Halldór Guðbjörnsson (ISL) P | 19.           |

## Letnie Igrzyska Olimpijskie 1984
| Konkurencja | Eliminacje             | Klas. końcowa |
| Konkurencja | Przeciwnik 1           | Miejsce       |
| ----------- | ---------------------- | ------------- |
| 78 kg       | Mircea Frățică (ROU) P | 20.           |